# Trelawny League
La Trelawny League è una lega calcistica inglese che copre l'ovest della Cornovaglia, è nata nel 2011 dalla fusione tra la Mining League e la Falmouth & Helston League al termine della stagione 2010-2011. Consiste in sei divisioni, in cui la massima divisione si trova al livello 13 della piramide inglese. Al termine della stagione, due club di questa lega vengono promossi in Cornwall Combination, sempre se gli stadi soddisfano i requisiti. La nuova Trelawny League venne inaugurata a partire dalla stagione 2011-2012. Nel 2010 la Falmouth & Helston League ha celebrato il suo 50º anniversario.

## Albo d'oro
| Stagione  | Premier Division                     |
| --------- | ------------------------------------ |
| 2011-2012 | Goonhavern Athletic                  |
| 2012-2013 | Illogan Royal British Legion riserve |
| 2013-2014 | Illogan Royal British Legion riserve |

## Squadre 2014-2015

### Premier Division
- Carharrack
- Chacewater
- Constantine
- Gulval
- Gwinear Churchtown
- Holman Sports
- Mawnan
- Mousehole riserve
- Perranwell riserve
- St. Buryan
- St. Day riserve
- St. Keverne
- Threemilestone
- West Cornwall

### Division One
- Camborne School of Mines
- Halsetown
- Lizard Argyle
- Newlyn Non-Athletico
- Perranporth riserve
- Praze-an-Beeble
- RNAS Culdrose riserve
- Rosudgeon
- St. Agnes riserve
- St. Ives Town riserve
- Stithians
- Titans
- Trevenson United
- Wendron United riserve

### Division Two
- Chacewater riserve
- Frogpool & Cusgarne
- Goonhavern Athletic riserve
- Illogan Royal British Legion 'A'
- Marazion Blues
- Mullion riserve
- Pendeen Rovers riserve
- Penryn Athletic 'A'
- Redruth United riserve
- St. Buryan riserve
- St. Just riserve
- Sennen
- Storm
- Trispen

### Division Three
- Camborne Park
- Cury
- Four Lanes
- Helston Athletic 'A'
- Holman Sports riserve
- Lanner
- Marazion Blues riserve
- Mawnan riserve
- Newquay 'A'
- St. Agnes 'A'
- St. Day 'A'
- Wendron United 'A'
- West Cornwall riserve

### Division Four
- Carharrack riserve
- Falmouth Town 'A'
- Frogpool & Cusgarne riserve
- Gulval riserve
- Gwinear Churchtown riserve
- Lizard Argyle riserve
- Ludgvan riserve
- Mabe
- Madron
- Mousehole 'A'
- Newlyn Non-Athletico riserve
- Penwith Exiles
- Praze-an-Beeble riserve
- St. Ives Mariners
- Troon riserve

### Division Five
- Camborne Athletic
- Camborne Town
- Falmouth DC
- Mabe riserve
- Madron riserve
- Newbridge Athletic
- Newlyn Lions
- Newquay 'B'
- Probus riserve
- Railway Locomotiv
- St. Erme
- Stithians riserve
- Storm riserve
- Trevenson United riserve
- Wendron United 'B'